# 2004年夏季残疾人奥林匹克运动会哥伦比亚代表团
2004年夏季残疾人奥林匹克运动会哥伦比亚代表团是哥伦比亚派出的2004年夏季残疾人奥林匹克运动会代表团。未获得奖牌。